# اندمیش بالا
اندمیش بالا (به لاتین: Yuxarı Əndəmic) یک منطقهٔ مسکونی در جمهوری آذربایجان است که در شهرستان اردوباد واقع شده‌است. اندمیش بالا ۹۶۷ نفر جمعیت دارد.